# فاست، کبک
فاست (به فرانسوی: Fassett) شهری در منطقه شهری پاپینو ناحیه اوتاوه در استان کبک کانادا است. در سرشماری سال ۲۰۱۱ این شهر ۴۵۴ نفر جمعیت داشته‌است و مساحت آن ۱۳٫۹۸ کیلومتر مربع است.